# Parc provincial Beaumont
Le parc provincial Beaumont (anglais : Beaumont Provincial Park) est un parc provincial de la Colombie-Britannique située à l’extrémité sud-ouest du lac Fraser, entre Fort Fraser  et Fraser Lake. Le parc est situé à l'endroit original du fort Fraser.

## Toponymie
Le parc provincial de Beaumont doit son nom au capitaine E.G. Beaumont, qui fait don du territoire pour l'établissement de ce parc ainsi que deux autres parcs de la Colombie-Britannique.